# Ugolino di Tedice
Ugolino di Tedice (connu entre 1252, Pise - ap. 1279) est un peintre italien du gothique tardif, du troisième quart du XIIIe siècle.

## Biographie
Les informations concernant la biographie d'Ugolino di Tedice sont rares.
Les documents attestent qu'il a été actif à Pise au cours la deuxième partie du XIIIe siècle. Des documents établis entre 1252 et 1279, indiquent qu'il est le frère d'Enrico di Tedice et le père de Ranieri di Ugolino eux aussi peintres. En effet, il est cité pour la première fois en 1252 parmi les témoins d'une exécution testamentaire. Son nom apparaît aussi avec celui de son frère  Enrico, sur un document daté du 12 mars 1260 Sur ce document, l'archevêque Federico Visconti attribue des parcelles de terrain aux deux frères en paiement de diverses œuvres commandées. Cet écrit semble confirmer une collaboration entre les deux frères dans la gestion de l'atelier familial qui était situé via Santa Maria dans la paroisse San Iacopo degli Speronai.
Ugolino a surtout travaillé au service de l'archevêque Federico Visconti comme confirmé par la présence de son nom sur les documents de la curie établis entre 1269 et 1277.
Son nom apparaît une dernière fois en 1279 quand l'archevêque Ruggeri lui loue quatre parcelles de terrain de propriété épiscopale.
Sa seule œuvre certaine est une croix peinte conservée au Musée de l'Ermitage de Saint-Pétersbourg comportant une inscription fragmentaire  « VGOL•NVS » que certains historiens considèrent comme étant sa signature.
Par rapport à son frère Enrico, Ugolino démontre une affinité plus fidèle aux œuvres de Giunta Pisano, en particulier dans la recherche de l'expression émotive et l'utilisation du contraste.
Il serait identifié comme le peintre anonyme Maestro di San Martino.

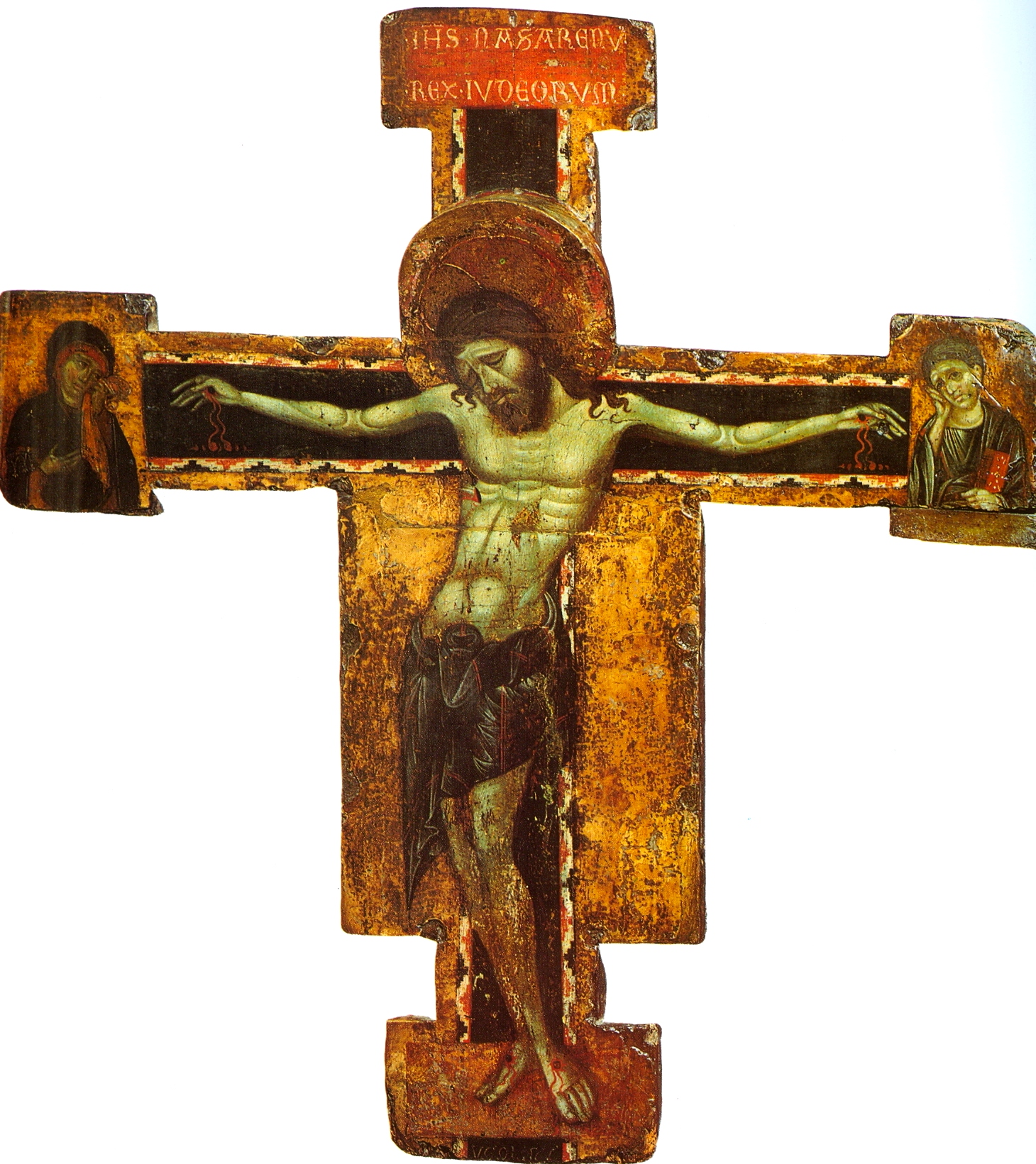
Crucifix, Musée de l'Ermitage.